# Quentin L. Cook
Quentin LaMar Cook est né le 8 septembre 1940 à Logan, dans l’Utah, aux États-Unis. Le 11 octobre 2007, il est devenu apôtre de l’Église de Jésus-Christ des saints des derniers jours après la mort de James E. Faust.

## Vie civile
- 1962 : épouse Mary Gaddie au temple de Logan, Utah
- Obtient une licence de sciences politiques de l'université d'État de l'Utah
- Obtient un doctorat de droit de l'université Stanford en Californie
- Associé principal d'un cabinet d'avocats à San Francisco
- Président directeur général de California Hearthcare System
- Vice-président de Sutter Health Systems

## Responsabilités dans l'Église
- Quentin L. Cook a servi une mission dans les Iles Britanniques, puis en tant qu'Evêque, président de Pieu, représentant régional et autorité interrégionale.
- 1996 : appelé au deuxième collège des Soixante-Dix
- 1998 : appelé au premier collège des Soixante-Dix
- appelé dans la présidence des interrégions d'Océanie et du nord-ouest de l'Amérique du Nord
- directeur exécutif du département missionnaire
- 2007 : appelé à la présidence des Soixante-Dix
- 6 octobre 2007 : reçoit son appel d'apôtre

## Publications
- Cook, Quentin L., "Are You a Saint?", Ensign, Nov. 2003, p95
- ——, "Be a Missionary All Your Life", BYU Speeches, 13 mars 2007
- ——, "Looking beyond the Mark",” Ensign, Mar. 2003, p40
- ——, "Rejoice!", Ensign, Nov. 1996, 28